# 拉蒙蒂 (密蘇里州)
拉蒙蒂（英語：La Monte）是位於美國密蘇里州佩蒂斯縣的城市。

## 人口
根據2020年美國人口普查的數據，拉蒙蒂的面積為2.84平方千米，當中陸地面積為2.81平方千米，而水域面積為0.03平方千米。當地共有人口1014人，而人口密度為每平方千米357人。